# Список світових та олімпійських рекордів літніх Олімпійських ігор 2016

Логотип XXXI Літніх Олімпійських ігор

У даному списку наведені найкращі результати, встановлені на літніх Олімпійських іграх у Ріо-де-Жанейро, як за історію проведення змагань з конкретного виду спорту у світі, так і за історію змагань на Олімпійських іграх.
Олімпійські рекорди мають такі види спорту:
- важка атлетика;
- велотрекові перегони;
- легка атлетика;
- плавання;
- стрільба;
- стрільба з лука;
- сучасне п'ятиборство.[1]

Всього протягом XXXI літніх Олімпійських ігор в Ріо-де-Жанейро було встановлено світових та олімпійських рекорди.

## Список рекордів
| Дисципліна                                  | Попередній рекорд | Попередній рекорд | Попередній рекорд | Попередній рекорд | Новий рекорд  | Новий рекорд     | Новий рекорд | Рекорд |
| Дисципліна                                  | Місце             | Дата              | Автор             | Показник          | Дата          | Автор            | Показник     | Рекорд |
| ------------------------------------------- | ----------------- | ----------------- | ----------------- | ----------------- | ------------- | ---------------- | ------------ | ------ |
| Важка атлетика                              |                   |                   |                   |                   |               |                  |              |        |
| Велотрекові перегони                        |                   |                   |                   |                   |               |                  |              |        |
| Легка атлетика                              |                   |                   |                   |                   |               |                  |              |        |
| Плавання                                    |                   |                   |                   |                   |               |                  |              |        |
| Стрільба                                    |                   |                   |                   |                   |               |                  |              |        |
| Пневматична гвинтівка, 10 метрів (жінки)    |                   |                   |                   |                   | 6 серпня 2016 | Ду Лі            | 420,7        | OR     |
| Пневматична гвинтівка, 10 метрів (жінки)    |                   |                   |                   |                   | 6 серпня 2016 | Вірджинія Трешер | 208,0        | OR     |
| Пневматичний пістолет, 10 метрів (чоловіки) |                   |                   |                   |                   | 6 серпня 2016 | Хоанг Суан Він   | 202,5        | OR     |
|                                             |                   |                   |                   |                   |               |                  |              |        |
|                                             |                   |                   |                   |                   |               |                  |              |        |
| Стрільба з лука                             |                   |                   |                   |                   |               |                  |              |        |
| Індивідуальна першість (чоловіки)           |                   |                   |                   |                   | 5 серпня 2016 | Кім У Джин       | 700          | WR/OR  |
| Сучасне п'ятиборство                        |                   |                   |                   |                   |               |                  |              |        |
|                                             |                   |                   |                   |                   |               |                  |              |        |

## Світові та олімпійські рекорди за видом спорту

### Стрільба з лука
| Змагання                          | Раунд               | Ім'я      | Країна               | Очки | Дата     | Рекорд |
| --------------------------------- | ------------------- | --------- | -------------------- | ---- | -------- | ------ |
| Індивідуальна першість (чоловіки) | Кваліфікаційне коло | Кім У Чін | Південна Корея (KOR) | 700  | 5 серпня | WR     |

### Легка атлетика
| Змагання                                    | Раунд | Ім'я                | Країна         | Час (відстань) | Дата      | Рекорд |
| ------------------------------------------- | ----- | ------------------- | -------------- | -------------- | --------- | ------ |
| Біг на 10 000 метрів (жінки)                | Фінал | Алмаз Аяна          | Ефіопія (ETH)  | 29:17.45       | 12 серпня | WR     |
| Біг на 400 метрів (чоловіки)                | Фінал | Вайде ван Нікерк    | ПАР (RSA)      | 43.03          | 14 серпня | WR     |
| Метання молота (жінки)                      | Фінал | Аніта Влодарчик     | Польща (POL)   | 82.29 м        | 15 серпня | WR     |
| Стрибки з жердиною (чоловіки)               | Фінал | Тьяго Браз да Сілва | Бразилія (BRA) | 6.03 м         | 15 серпня | OR     |
| Біг на 3000 метрів з перешкодами (чоловіки) | Фінал | Консеслус Кіпруто   | Кенія (KEN)    | 8:03.28        | 16 серпня | OR     |
| Штовхання ядра (чоловіки)                   | Фінал | Раян Кроузер        | США (USA)      | 22.52 м        | 18 серпня | OR     |
| Десятиборство (чоловіки)                    | Фінал | Ештон Ітон          | США (USA)      | 8893 очка      | 18 серпня | OR     |
| Біг на 5 000 метрів (жінки)                 | Фінал | Вів'єн Черуйот      | Кенія (KEN)    | 14:26.17       | 20 серпня | OR     |

### Веслування на байдарках і каное
| Змагання                                 | Раунд | Ім'я            | Країна              | Час    | Дата      | Рекорд |
| ---------------------------------------- | ----- | --------------- | ------------------- | ------ | --------- | ------ |
| Байдарки-одиночки, 200 метрів (жінки)    | Фінал | Ліза Керрінгтон | Нова Зеландія (NZL) | 39.864 | 15 серпня | OR     |
| Байдарки-одиночки, 200 метрів (чоловіки) | Фінал | Юрій Чебан      | Україна (UKR)       | 39.279 | 18 серпня | OR     |

### Велоспорт на треку
| Змагання                                                | Раунд        | Ім'я                | Країна                | Час      | Дата      | Рекорд |
| ------------------------------------------------------- | ------------ | ------------------- | --------------------- | -------- | --------- | ------ |
| Командна гонка переслідування (жінки)                   | Кваліфікація | Велика Британія     | Велика Британія (GBR) | 4:13.260 | 11 серпня | OR, WR |
| Командний спринт (чоловіки)                             | Qualifying   | Велика Британія     | Велика Британія (GBR) | 42.562   | 11 серпня | OR     |
| Командний спринт (чоловіки)                             | Перше коло   | Нова Зеландія       | Нова Зеландія (NZL)   | 42.535   | 11 серпня | OR     |
| Командний спринт (чоловіки)                             | Фінал        | Велика Британія     | Велика Британія (GBR) | 42.440   | 11 серпня | OR     |
| Спринт (чоловіки)                                       | Кваліфікація | Джейсон Кенні       | Велика Британія (GBR) | 9.551    | 12 серпня | OR     |
| Командний спринт (жінки)                                | Кваліфікація | Китай               | Китай (CHN)           | 32.305   | 12 серпня | OR     |
| Командний спринт (жінки)                                | Перше коло   | Китай               | Китай (CHN)           | 31.928   | 12 серпня | OR, WR |
| Командна гонка переслідування (чоловіки)                | Перше коло   | Велика Британія     | Велика Британія (GBR) | 3:50.570 | 12 серпня | OR, WR |
| Командна гонка переслідування (чоловіки)                | Фінал        | Велика Британія     | Велика Британія (GBR) | 3:50.265 | 12 серпня | OR, WR |
| Командна гонка переслідування (жінки)                   | Перше коло   | Велика Британія     | Велика Британія (GBR) | 4:12.152 | 13 серпня | OR, WR |
| Командна гонка переслідування (жінки)                   | Фінал        | Велика Британія     | Велика Британія (GBR) | 4:10.236 | 13 серпня | OR, WR |
| Індивідуальна гонка переслідування в омніумі (чоловіки) | Фінал        | Лассе Норман Гансен | Данія (DEN)           | 4:14.982 | 13 серпня | OR     |

### Сучасне п'ятиборство
| Змагання                        | Раунд                      | Ім'я                 | Країна                | Очки     | Дата      | Рекорд |
| ------------------------------- | -------------------------- | -------------------- | --------------------- | -------- | --------- | ------ |
| Сучасне п'ятиборство (чоловіки) | Фехтування (ranking round) | Олександр Лесун      | Росія (RUS)           | 268      | 18 серпня | OR     |
| Сучасне п'ятиборство (жінки)    | Плавання                   | Гульназ Губайдулліна | Росія (RUS)           | 2:07:94  | 19 серпня | OR     |
| Сучасне п'ятиборство (жінки)    | Комбінація біг/стрільба    | Лаура Асадаускайте   | Литва (LTU)           | 12:01:01 | 19 серпня | OR     |
| Сучасне п'ятиборство (чоловіки) | Плавання                   | Джеймс Кук           | Велика Британія (GBR) | 1:55:60  | 20 серпня | OR     |

### Академічне веслування
| Змагання            | Раунд | Ім'я         | Країна              | Час     | Дата      | Рекорд |
| ------------------- | ----- | ------------ | ------------------- | ------- | --------- | ------ |
| Men's Single Sculls | Фінал | Мае Дрісдейл | Нова Зеландія (NZL) | 6:41.34 | 13 серпня | OR     |

### Стрільба
| Змагання                                         | Раунд        | Ім'я                               | Країна                                          | Очки    | Дата      | Рекорд |
| ------------------------------------------------ | ------------ | ---------------------------------- | ----------------------------------------------- | ------- | --------- | ------ |
| Пневматична гвинтівка, 10 метрів (жінки)         | Кваліфікація | Ду Лі                              | Китай (CHN)                                     | 420.7   | 6 серпня  | OR     |
| Пневматична гвинтівка, 10 метрів (жінки)         | Фінал        | Вірджинія Трешер                   | США (USA)                                       | 208.0   | 6 серпня  | OR     |
| Пневматичний пістолет, 10 метрів (чоловіки)      | Фінал        | Хоангсуан Він                      | В'єтнам (VIE)                                   | 202.5   | 6 серпня  | OR     |
| Пневматичний пістолет, 10 метрів (жінки)         | Фінал        | Чжан Менсюе                        | Китай (CHN)                                     | 199.4   | 7 серпня  | OR     |
| Пневматичний пістолет, 10 метрів (чоловіки)      | Кваліфікація | Нікколо Кампріані                  | Італія (ITA)                                    | 630.2   | 8 серпня  | OR     |
| Скит (чоловіки)                                  | Кваліфікація | Маркус Свенссон Абдулла Аль-Рашиді | Швеція (SWE) Незалежні олімпійські атлети (IOA) | 123     | 12 серпня | OR     |
| Гвинтівка лежачи, 50 метрів (чоловіки)           | Кваліфікація | Сергій Каменський                  | Росія (RUS)                                     | 629.0   | 12 серпня | OR     |
| Гвинтівка лежачи, 50 метрів (чоловіки)           | Фінал        | Генрі Юнггенель                    | Німеччина (GER)                                 | 209.5   | 12 серпня | OR     |
| Гвинтівка з трьох положень, 50 метрів (чоловіки) | Кваліфікація | Сергій Каменський                  | Росія (RUS)                                     | 1184-67 | 14 серпня | OR     |
| Гвинтівка з трьох положень, 50 метрів (чоловіки) | Фінал        | Нікколо Кампріані                  | Італія (ITA)                                    | 458.8   | 14 серпня | OR     |

### Важка атлетика

#### Чоловіки
| Змагання                | Дата      | Раунд   | Ім'я             | Країна           | Вага   | Рекорд |
| ----------------------- | --------- | ------- | ---------------- | ---------------- | ------ | ------ |
| до 56 кг (чоловіки)     | 7 серпня  | Поштовх | Лун Цінцюань     | Китай (CHN)      | 170 kg | OR     |
| до 56 кг (чоловіки)     | 7 серпня  | Загалом | Лун Цінцюань     | Китай (CHN)      | 307 kg | WR     |
| до 77 кг (чоловіки)     | 10 серпня | Ривок   | Люй Сяоцзюнь     | Китай (CHN)      | 177 kg | WR     |
| до 77 кг (чоловіки)     | 10 серпня | Поштовх | Ніджат Рахімов   | Казахстан (KAZ)  | 214 kg | WR     |
| до 85 кг (чоловіки)     | 12 серпня | Поштовх | Тіан Тао         | Китай (CHN)      | 217 kg | OR     |
| до 85 кг (чоловіки)     | 12 серпня | Загалом | Кянуш Ростамі    | Іран (IRI)       | 396 kg | WR     |
| до 105 кг (чоловіки)    | 16 серпня | Поштовх | Руслан Нурудінов | Узбекистан (UZB) | 237 kg | OR     |
| понад 105 кг (чоловіки) | 16 серпня | Ривок   | Бегдад Салімі    | Іран (IRI)       | 216 kg | WR     |
| понад 105 кг (чоловіки) | 16 серпня | Загалом | Лаша Талахадзе   | Грузія (GEO)     | 473 kg | WR     |

#### Жінки
| Змагання         | Дата     | Раунд           | Ім'я             | Країна        | Вага         | Рекорд |
| ---------------- | -------- | --------------- | ---------------- | ------------- | ------------ | ------ |
| до 53 кг (жінки) | 7 серпня | Ривок           | Лі Яджун         | Китай (CHN)   | 101 kg       | OR     |
| до 58 кг (жінки) | 8 серпня | Ривок           | Суканія Срірурат | Таїланд (THA) | 110 kg       | OR     |
| до 63 кг (жінки) | 9 серпня | Поштовх Загалом | Ден Вей          | Китай (CHN)   | 147 kg262 kg | WR     |